# Ciencia normal
El concepto de ciencia normal fue acuñado por el epistemólogo estadounidense Thomas S. Kuhn en su obra cumbre "La Estructura de las Revoluciones Científicas" (The structure of scientific revolutions, 1962).
Este término indica una de las fases por las que un paradigma se establece como principal forma de trabajo de una comunidad científica. Durante el período de ciencia normal, los científicos se dedican al fortalecimiento de este por medio de experimentaciones y verificaciones de los postulados principales del mismo.
Después del período de revolución científica inicial causado por una nueva teoría en un determinado campo de la ciencia, si ésta logra solucionar las anomalías de una anterior (aunque pueda tener las suyas propias y generar nuevos interrogantes) y calar en la comunidad de científicos (convirtiendo -de manera análoga a una conversión religiosa- a la mayoría de ellos), con el tiempo pasará a formar parte de la "corriente principal" (mainstream) dentro de esa disciplina, configurando la "ciencia normal" o estándar. Esto será así hasta que una eventual nueva teoría revolucionaria la desafíe en un futuro, al responder mejor a las potenciales anomalías que aquella presente.

## Algunos ejemplos históricos
Un claro ejemplo de ello se ha dado, a través de los siglos, en el caso de la evolución histórica de la astronomía. La teoría heliocéntrica enunciada por el astrónomo polaco Nicolás Copérnico fue inicialmente revolucionaria frente a la tradicional alternativa geocéntrica del griego antiguo Claudio Ptolomeo. No obstante muy resistida en sus comienzos, la nueva teoría solucionaba algunas de las evidentes anomalías observacionales que había estado presentando la anterior, la cual necesitaba recurrir a postulados que resultaban ser extravagantes, como por ejemplo los "epiciclos" para intentar explicar los aparentes retrocesos de Marte a medida que realizaba su movimiento de traslación a través de la bóveda celeste. Con el paso de los años y décadas, se irían produciendo mayores "conversiones" dentro de la naciente comunidad de astrónomos de la época, llegando a dar por tierra con la antigua concepción ptolemaica: en ese momento la nueva teoría había llegado a su etapa o estadio de "ciencia normal" (ampliamente aceptada), según Thomas Kuhn. Sin embargo, la teoría copernicana tenía sus propios defectos: Copérnico no había querido romper del todo con los antiguos griegos, por lo que teorizó que las órbitas de los planetas debían ser perfecta y bellamente circulares. Esto generaría nuevas anomalías de observación con el tiempo, hasta la corrección (cambio de paradigma de acuerdo a la nomenclatura kuhniana) brindada por el astrónomo alemán Johan Kepler, quien correctamente conjeturó que en realidad las órbitas planetarias debían ser elípticas.
Lo mismo puede decirse acerca de las observaciones telescópicas realizadas por el astrónomo estadounidense Edwin Hubble en la década de 1920, las cuales claramente sugerían que las galaxias se encontraban en expansión, dando nacimiento a la entonces revolucionaria Teoría del Big Bang (frente a la tradicional concepción de un universo estático que supuestamente siempre había existido). La en su momento novedosa concepción teórica de la "gran explosión" inicial iría paulatinamente generando cada vez más "conversiones" entre los astrofísicos durante los siguientes decenios y años, llegando a gozar del status de virtualmente incuestionable "ciencia normal" en la actualidad.
Algo similar sucedió con la aceptación académica de la teoría de la evolución, esbozada por vez por primera por el británico Charles Darwin en 1859, en su célebre libro "Sobre el origen de las especies por medio de la selección natural" (On the origin of species by means of natural selection). Aunque resistida por algunos en sus comienzos, con el paso de las décadas esta teoría iría ganando posiciones en la comunidad académica de los biólogos, hasta finalmente llegar a convertirse en absolutamente dominante dentro de la misma.